# Campeonato de Guatemala de Ciclismo Contrarreloj
El Campeonato de Guatemala de Ciclismo Contrarreloj es una competencia anual organizada por la Federación Guatemalteca de Ciclismo que otorga el título de Campeón de Guatemala en la modalidad de Contrarreloj. El ganador o ganadora tiene derecho a vestir, durante un año, el maillot con los colores de la bandera de Guatemala en las pruebas de Ciclismo Contrarreloj por todo el mundo.

## Palmarés

### Masculino
| Año  | Oro              | Plata             | Bronce            |
| 1996 | Sergio Godoy     |                   |                   |
| 2009 | Rodrigo Castillo | Johnny Morales    | Miguel Pérez      |
| 2010 | Manuel Rodas     | Johnny Morales    | Danny Morales     |
| 2011 | Luis Santizo     | Manuel Rodas      | Danny Morales     |
| 2012 | Manuel Rodas     | Lizandro Ajcú     | Alder Torres      |
| 2013 | Manuel Rodas     | Alder Torres      | Luis Santizo      |
| 2014 | Manuel Rodas     | Luis Santizo      | Alder Torres      |
| 2015 | Manuel Rodas     | Alder Torres      | Darwin Tejada     |
| 2016 | Manuel Rodas     | Walter Escobar    | Ángel Carranza    |
| 2017 | Manuel Rodas     | Alder Torres      | Brayan Ríos       |
| 2018 | Manuel Rodas     | Dorian Monterroso | Walter Escobar    |
| 2019 | Manuel Rodas     | Brayan Ríos       | Dorian Monterroso |
| 2020 | No se celebró    | No se celebró     | No se celebró     |
| 2021 | Manuel Rodas     | Sergio Chumil     | Fredy Toc Xon     |
| 2022 | Manuel Rodas     | Mardoqueo Vásquez | Alex Julajuj      |
| 2023 | Manuel Rodas     | Henry Sam         | Brayan Ríos       |
| 2024 | Manuel Rodas     | Sergio Chumil     | Melvin Borón      |
| 2025 | Sergio Chumil    | Alex Julajuj      | Julio Ispache     |

### Femenino
| Año  | Ganador              | Segundo              | Tercero           |
| ---- | -------------------- | -------------------- | ----------------- |
| 2010 | Sindy Morales        | María Dolores Molina | Thelma Quan       |
| 2011 | María Dolores Molina | Thelma Macz          | Susana Zacarias   |
| 2013 | Andrea Guillen       | Maria Morales        | Cynthia Lee       |
| 2014 | Cynthia Lee          | Andrea Guillen       | Emelyn Galicia    |
| 2015 | Andrea Guillen       | Susana Santos        | Emelyn Galicia    |
| 2016 | Andrea Guillen       | Paula Guillen        | Cynthia Lee       |
| 2017 | Nicolle Bruderer     | Gabriela Soto        | Paula Guillen     |
| 2018 | Nicolle Bruderer     | Gabriela Soto        | Andrea Guillen    |
| 2019 | Andrea Guillen       | Gabriela Soto        | Stephany Castillo |
| 2020 |                      |                      |                   |
| 2021 | Gabriela Soto        | Cynthia Lee          | Valeska Gomez     |
| 2022 | Gabriela Soto        | Cynthia Lee          | Stephany Castillo |
| 2023 | Gabriela Soto        | Cynthia Lee          | Paula Guillen     |
| 2024 | Gabriela Soto        | Cynthia Lee          | Fatima Leonardo   |